# Giovanni Fumagalli (1902)
Giovanni Fumagalli (Brasile, 1902 – ...) è stato un calciatore italiano, di ruolo portiere.

## Carriera
Dopo essere cresciuto nel settore giovanile dell'A.L.P.E. di Bergamo, rimane nella società bergamasca anche nel suo primo campionato in prima squadra, in Promozione.
La stagione successiva passa all'Atalanta, in Seconda Divisione; il suo esordio con la maglia nerazzurra avviene il 4 febbraio 1923, nell'ottava giornata di campionato, nella partita vinta per 2-0 contro il Piacenza. Alla fine le presenze stagionali saranno 3, mentre nella stagione successiva scende in campo in 4 occasioni. Nella stagione 1924-1925, sempre in Seconda Divisione, scende in campo in 8 occasioni, contribuendo alla salvezza della propria squadra dopo gli spareggi contro Trevigliese e Canottieri Lecco; in questa stessa stagione, dopo essere stato titolare in 8 delle prime 9 partite di campionato, viene allontanato dalla formazione titolare fino a fine stagione a seguito di un diverbio con il capitano Pietro Bianchi, dovuto ad un errore di Fumagalli in occasione della partita persa per 1-0 contro la Trevigliese, l'11 gennaio 1925: a partita in corso, infatti, l'estremo difensore neroazzurro dopo aver subito gol da parte dell'attaccante biancoazzurro Bevilacqua, viene rimproverato dal proprio capitano, lasciando di propria volontà il terreno di gioco e venendo sostituito tra i pali da Boninsegna, con la squadra costretta quindi a terminare la partita in inferiorità numerica Nel 1925-1926 i bergamaschi vanno invece vicini alla promozione in Prima Divisione, sfumata solo per il quoziente reti sfavorevole nei confronti della Pro Patria, e Fumagalli, reintegrato in squadra dopo l'episodio della stagione precedente, parte da titolare in 17 delle 20 gare di campionato. Dopo un'ulteriore stagione in nerazzurro, questa volta in Prima Divisione (nel frattempo diventata il secondo livello del calcio italiano per la nascita del campionato di Divisione Nazionale, antenato della Serie A) con altre 17 presenze all'attivo, va a chiudere la carriera nelle serie minori, prima con i bergamaschi del G.S. Dalmine ed infine nel Forza&Coraggio Milano, nel campionato di Terza Divisione.
In carriera ha giocato complessivamente 49 partite in campionati di seconda serie.

## Palmarès

### Club

#### Competizioni nazionali
- Seconda Divisione: 1

Atalanta: 1922-1923